# Přestavlky u Roudnice nad Labem
Přestavlky (deutsch Pschestawlk, älter auch Przestawilk) ist eine Gemeinde in Tschechien. Sie liegt fünf Kilometer südwestlich von Roudnice nad Labem und gehört zum Okres Litoměřice.

## Geographie
Das Dorf befindet sich in der Mulde des Mírné Údolí auf der Tafel zwischen den Tälern der Eger und Elbe. Östlich des Ortes verlaufen die Autobahn D8/Europastraße 55 mit der Abfahrt 29 „Roudnice“ im Süden und die Staatsstraße 608 zwischen Veltrusy und Terezín entlang. Nördlich führt die Staatsstraße 246 von Roudnice nad Labem nach Budyně nad Ohří vorbei.
Nachbarorte sind Dušníky im Norden, Podlusky und Hracholusky im Nordosten, Kleneč im Südosten, Račiněves im Süden, Pohořice, Martiněves und Vrbka im Südwesten, Budyně nad Ohří im Westen sowie Nížebohy im Nordwesten.

## Geschichte
Die erste urkundliche Erwähnung erfolgte 1227 als Besitz des Klosters St. Georg in Prag. Nach den Hussitenkriegen kam das Dorf zur Herrschaft Budyně nad Ohří und gehörte damit zu den Besitzungen der Sternberger und ab 1676 der Dietrichsteiner. Nach der Ablösung der Patrimonialherrschaften wurde Přestavlky 1848 zur selbständigen Gemeinde. Die Bewohner des Ortes lebten von der Landwirtschaft.
Im Jahre 1981 wurde Přestavlky nach Budyně nad Ohří eingemeindet. Seit dem 26. September 1990 ist der Ort wieder eine Gemeinde. 1993 hatte das Dorf 218 Einwohner.

## Ortsgliederung
Für die Gemeinde Přestavlky sind keine Ortsteile ausgewiesen.

## Sehenswürdigkeiten
- Marterl